# Пресека (Болгария)
Пресека (болг. Пресека) — село в Болгарии. Находится в Кырджалийской области, входит в общину Кирково. Население составляет 319 человек.

## Политическая ситуация
В местном кметстве Пресека, в состав которого входит Пресека, должность кмета (старосты) исполняет Шаиб Мюмюн Мехмед (Движение за права и свободы (ДПС)) по результатам выборов правления кметства.
Кмет (мэр) общины Кирково —  Шукран Кязим Идриз (Движение за права и свободы (ДПС)) по результатам выборов в правление общины.